# Ungdomskommissionen
Ungdomskommissionen, formelt Kommissionen vedrørende ungdomskriminalitet var en dansk kommission, der blev nedsat af VK-regeringen i december 2007. 
Kommissionen havde til opgave at udarbejde en samlet gennemgang af indsaten mod ungdomskriminalitet og derefter komme med et forslag til hvordan indsatsen kan styrkes med henblik på at gøre den mere effekttiv. 
Betænkningen fra kommissionen blev fremlagt i september 2009 og fremhæver den tidlige, helhedsorienterede, tværsektorielle og sammenhængende forebyggende indsats som essentiel, hvis ungdomskriminalitet skal begrænses. Kommissionen foreslår bl.a. at styrke muligheden for at reagere, når unge under 15 år begår kriminalitet. 

## Medlemmer
- Politidirektør Johan Reimann (formand)
- Professor, dr.jur. Flemming Balvig
- Forstander Jens Bay
- Konsulent Ane Kristine Christensen, KL
- Kontorchef Ina Eliasen, Direktoratet for Kriminalforsorgen
- Kontorchef Nina Eg Hansen, Indenrigs- og Socialministeriet
- Afdelingschef Lars Hjortnæs, Justitsministeriet
- Advokat Gunnar Homann, Advokatrådet
- Politimester Michael Højer, Rigspolitiet
- Direktør Anne Jastrup, Danske Regioner
- Direktør Geert Jørgensen, Børnesagens Fællesråd
- Dommer Linda Lauritsen, Den Danske Dommerforening
- Retspræsident Birgitte Holmberg Pedersen, Børnerådet
- Vicestatsadvokat Eva Rønne, Rigsadvokaten
- Professor, dr.jur. Eva Smith, Det Kriminalpræventive Råd
- Kontorchef Henrik Thomassen, Ministeriet for Flygtninge, Indvandrere og Integration
- Lærer Ib Westerman Hansen